# Strade Bianche féminines 2020
La 6e édition des Strade Bianche féminines a lieu le 1er août 2020. C'est la deuxième manche de l'UCI World Tour féminin. Elle est remportée, comme l'année précédente, par la Néerlandaise Annemiek van Vleuten.

## Équipes
| UCI Women's WorldTeams (8)- Alé BTC Ljubljana - Canyon-SRAM Racing - CCC-Liv - FDJ-Nouvelle Aquitaine-Futuroscope - Mitchelton-Scott - Movistar Team - Sunweb Women - Trek-Segafredo Équipes féminines continentales (15)- Aromitalia Vaiano - Astana Women's - BePink - Paule Ka - Boels Dolmans - Ceratizit-WNT Pro Cycling - Cogeas Mettler Look - Eurotarget-Bianchi-Vittoria - Lotto Soudal Ladies - Parkhotel Valkenburg-Destil - Rally - Servetto-Piumate-Beltrami TSA - Tibco-Silicon Valley Bank - Top Girls Fassa Bortolo - Valcar-Travel & Service |
| |

## Parcours

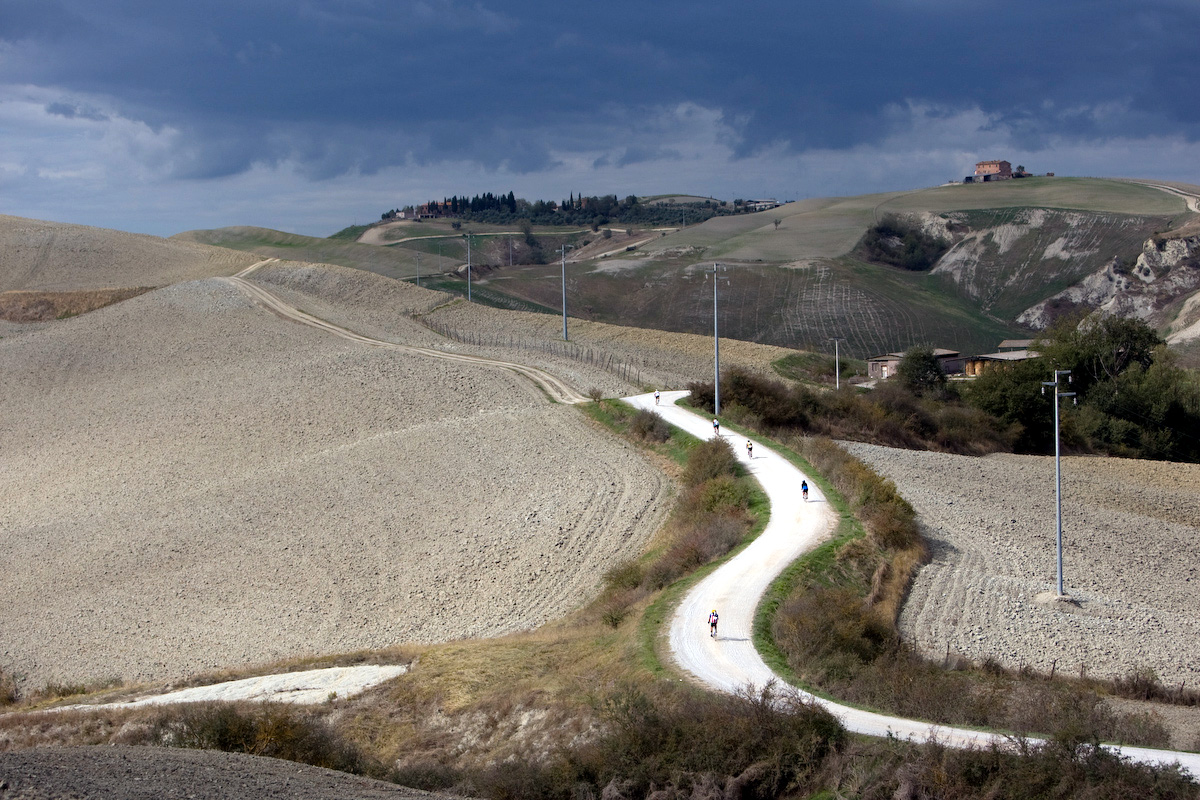
L'une des strade bianche.

La course commence et se termine à Sienne, dans le site du patrimoine mondial de l'UNESCO. La distance du parcours est portée à 136 kilomètres, tracée entièrement dans le sud de la province de Sienne en Toscane. La course est particulièrement connue pour ses routes blanches en gravier (strade bianche ou sterrati).
La course se déroule sur le terrain accidenté de la région rurale du Chianti et comprend huit secteurs de chemin en gravier. Le premier secteur se trouve seulement 17 km après le départ. Tous les secteurs sont communs avec les hommes. Le secteurs le plus long et le plus difficiles est celui de Lucignano (9,5 km). Le dernier tronçon de strade bianche est à 12 km de l'arrivée à Sienne,. la course se termine sur la célèbre Piazza del Campo de Sienne, après une montée étroite et pavée sur la Via Santa Caterina au cœur de la cité médiévale, avec des passages escarpés atteignant jusqu'à 16 % de pente maximale,.
Huit strade bianche sont au programme de cette édition :
| Secteur | Nom                   | Position                         | Longueur | Difficulté |
| ------- | --------------------- | -------------------------------- | -------- | ---------- |
| 1       | Vidritta              | entre le km 17,6 et le km 19,7   | 2 100 m  | 01         |
| 2       | Bagnaia               | entre le km 25 et le km 30,8     | 5 800 m  | 01         |
| 3       | Radi                  | entre le km 36,9 et le km 41,3   | 4 400 m  | 03         |
| 4       | Commune di Murlo      | entre le km 38,5 et le km 44     | 5 500 m  | 01         |
| 5       | San Martino in Grania | entre le km 67,5 et le km 77     | 9 500 m  | 03         |
| 6       | Monteaperti           | entre le km 111,3 et le km 112,1 | 800 m    | 01         |
| 7       | Colle Pinzuto         | entre le km 116,6 et le km 119   | 2 400 m  | 04         |
| 8       | Le Tolfe              | entre le km 123,0 et le km 124,1 | 1 100 m  | 03         |

## Autour de la course
À cause de l'épidémie, les coureuses sont testées deux fois avant de pouvoir prendre le départ de la course.

## Favorites
Annemiek van Vleuten qui vient de remporter quatre courses en une semaine, et vainqueur sortante, fait figure de favorite. Liane Lippert qui mène le World Tour est également une favorite, tout comme la vainqueur 2018 Anna van der Breggen, Katarzyna Niewiadoma, Marianne Vos ou  Marta Bastianelli.

## Récit de la course
La course se déroule par une météo caniculaire. Une échappée de onze coureuses se forme peu avant le kilomètre cinquante. Il s'agit de : Amanda Spratt, Mavi Garcia, Rasa Leleivytė, Karol-Ann Canuel, Omer Shapira, Soraya Paladin, Lisa Brennauer, Leah Thomas, Stine Borgli, Ellen van Dijk et Elisa Balsamo. La plupart des grandes équipes étant représentée, l'avance de l'échappée atteint rapidement trente secondes. Mavi Garcia s'extrait peu après seule. Son avance atteint trois minutes sur l'échappée et cinq sur le peloton. Dans les secteurs pentus des vingt derniers kilomètres, son allure ralentit nettement. Dans Colle Pinzuto, Annemiek van Vleuten sort du peloton pour revenir sur l'échappée où se trouve sa coéquipière Amanda Spratt. Dans le secteur Le Tolfe, Mavi Garcia a toujours une minute trente-cinq d'avance quand Van Vleuten part seule à sa poursuite. Une fois reprise, l'Espagnole s'accroche à la roue arrière de la Néerlandaise. Ce n'est que dans la montée finale vers Sienne qu'Annemiek van Vleuten lâche définitivement Mavia Garcia pour aller s'imposer. L'Espagnole est deuxième. Derrière, Leah Thomas qui a attaqué à dix kilomètres de l'arrivée, complète le podium.

## Classements

### Classement final
| \| Classement général \| Classement général \| Classement général \| Classement général \| Classement général \| \| Coureuse \| Coureuse \| Pays \| Équipe \| Temps \| \| ------------------ \| --------------------- \| ------------------ \| ---------------------------------- \| ------------------ \| \| 1re \| Annemiek van Vleuten \| Pays-Bas \| Mitchelton-Scott \| 4 h 03 min 54 s \| \| 2e \| Mavi García \| Espagne \| Alé BTC Ljubljana \| + 22 s \| \| 3e \| Leah Thomas \| États-Unis \| Paule Ka \| + 1 min 53 s \| \| 4e \| Anna van der Breggen \| Pays-Bas \| Boels Dolmans \| + 2 min 05 s \| \| 5e \| Elisa Longo Borghini \| Italie \| Trek-Segafredo \| + 2 min 11 s \| \| 6e \| Marianne Vos \| Pays-Bas \| CCC-Liv \| + 2 min 26 s \| \| 7e \| Cecilie Uttrup Ludwig \| Danemark \| FDJ-Nouvelle Aquitaine-Futuroscope \| + 2 min 40 s \| \| 8e \| Lisa Brennauer \| Allemagne \| Ceratizit-WNT Pro Cycling \| + 3 min 26 s \| \| 9e \| Karol-Ann Canuel \| Canada \| Boels Dolmans \| + 4 min 20 s \| \| 10e \| Marta Bastianelli \| Italie \| Alé BTC Ljubljana \| + 5 min 20 s \| |                       |            |                                    |                 |
| |                       |            |                                    |                 |
| Source : Cycling Quotient |                       |            |                                    |                 |
| Classement général |                       |            |                                    |                 |
| Coureuse | Coureuse              | Pays       | Équipe                             | Temps           |
| 1re | Annemiek van Vleuten  | Pays-Bas   | Mitchelton-Scott                   | 4 h 03 min 54 s |
| 2e | Mavi García           | Espagne    | Alé BTC Ljubljana                  | + 22 s          |
| 3e | Leah Thomas           | États-Unis | Paule Ka                           | + 1 min 53 s    |
| 4e | Anna van der Breggen  | Pays-Bas   | Boels Dolmans                      | + 2 min 05 s    |
| 5e | Elisa Longo Borghini  | Italie     | Trek-Segafredo                     | + 2 min 11 s    |
| 6e | Marianne Vos          | Pays-Bas   | CCC-Liv                            | + 2 min 26 s    |
| 7e | Cecilie Uttrup Ludwig | Danemark   | FDJ-Nouvelle Aquitaine-Futuroscope | + 2 min 40 s    |
| 8e | Lisa Brennauer        | Allemagne  | Ceratizit-WNT Pro Cycling          | + 3 min 26 s    |
| 9e | Karol-Ann Canuel      | Canada     | Boels Dolmans                      | + 4 min 20 s    |
| 10e | Marta Bastianelli     | Italie     | Alé BTC Ljubljana                  | + 5 min 20 s    |

### UCI World Tour

#### Points attribués
| Position           | 1er | 2e  | 3e  | 4e  | 5e | 6e | 7e | 8e | 9e | 10e | 11e | 12e | 13e | 14e | 15e | 16e à 30e | 31e à 40e |
| Classement général | 200 | 150 | 125 | 100 | 85 | 70 | 60 | 50 | 40 | 35  | 30  | 25  | 20  | 15  | 10  | 5         | 3         |

| Classement par points | Classement par points | Classement par points | Classement par points | Classement par points |
| Coureuse              | Coureuse              | Pays                  | Équipe                | Points                |
| --------------------- | --------------------- | --------------------- | --------------------- | --------------------- |
| 1re                   | Liane Lippert         | Allemagne             | Sunweb                | 424 pts               |
| 2e                    | Annemiek van Vleuten  | Pays-Bas              | Mitchelton-Scott      | 400 pts               |
| 3e                    | Mavi García           | Espagne               | Alé BTC Ljubljana     | 320 pts               |
| 4e                    | Arlenis Sierra        | Cuba                  | Astana Women's Team   | 320 pts               |
| 5e                    | Amanda Spratt         | Australie             | Mitchelton-Scott      | 300 pts               |
| 6e                    | Leah Thomas           | États-Unis            | Paule Ka              | 260 pts               |
| 7e                    | Anna van der Breggen  | Pays-Bas              | Boels Dolmans         | 220 pts               |
| 8e                    | Tayler Wiles          | États-Unis            | Trek-Segafredo        | 220 pts               |
| 9e                    | Elisa Longo Borghini  | Italie                | Trek-Segafredo        | 180 pts               |
| 10e                   | Leah Kirchmann        | Canada                | Sunweb                | 180 pts               |

| Classement par points | Classement par points | Classement par points | Classement par points | Classement par points |
| Coureuse              | Coureuse              | Pays                  | Équipe                | Points                |
| --------------------- | --------------------- | --------------------- | --------------------- | --------------------- |
| 1re                   | Liane Lippert         | Allemagne             | Sunweb                | 424 pts               |
| 2e                    | Annemiek van Vleuten  | Pays-Bas              | Mitchelton-Scott      | 400 pts               |
| 3e                    | Mavi García           | Espagne               | Alé BTC Ljubljana     | 320 pts               |
| 4e                    | Arlenis Sierra        | Cuba                  | Astana Women's Team   | 320 pts               |
| 5e                    | Amanda Spratt         | Australie             | Mitchelton-Scott      | 300 pts               |
| 6e                    | Leah Thomas           | États-Unis            | Paule Ka              | 260 pts               |
| 7e                    | Anna van der Breggen  | Pays-Bas              | Boels Dolmans         | 220 pts               |
| 8e                    | Tayler Wiles          | États-Unis            | Trek-Segafredo        | 220 pts               |
| 9e                    | Elisa Longo Borghini  | Italie                | Trek-Segafredo        | 180 pts               |
| 10e                   | Leah Kirchmann        | Canada                | Sunweb                | 180 pts               |

| Classement du meilleur jeune | Classement du meilleur jeune | Classement du meilleur jeune | Classement du meilleur jeune | Classement du meilleur jeune |
| Coureuse                     | Coureuse                     | Pays                         | Équipe                       | Points                       |
| ---------------------------- | ---------------------------- | ---------------------------- | ---------------------------- | ---------------------------- |
| 1re                          | Liane Lippert                | Allemagne                    | Sunweb                       | 10 pts                       |
| 2e                           | Mikayla Harvey               | Nouvelle-Zélande             | Paule Ka                     | 6 pts                        |
| 3e                           | Ella Harris                  | Nouvelle-Zélande             | Canyon-SRAM Racing           | 4 pts                        |
| 4e                           | Katia Ragusa                 | Italie                       | Astana Women's Team          | 2 pts                        |
| 5e                           | Juliette Labous              | France                       | Sunweb                       | 2 pts                        |

| Classement du meilleur jeune | Classement du meilleur jeune | Classement du meilleur jeune | Classement du meilleur jeune | Classement du meilleur jeune |
| Coureuse                     | Coureuse                     | Pays                         | Équipe                       | Points                       |
| ---------------------------- | ---------------------------- | ---------------------------- | ---------------------------- | ---------------------------- |
| 1re                          | Liane Lippert                | Allemagne                    | Sunweb                       | 10 pts                       |
| 2e                           | Mikayla Harvey               | Nouvelle-Zélande             | Paule Ka                     | 6 pts                        |
| 3e                           | Ella Harris                  | Nouvelle-Zélande             | Canyon-SRAM Racing           | 4 pts                        |
| 4e                           | Katia Ragusa                 | Italie                       | Astana Women's Team          | 2 pts                        |
| 5e                           | Juliette Labous              | France                       | Sunweb                       | 2 pts                        |

| Classement par équipes aux points | Classement par équipes aux points  | Classement par équipes aux points | Classement par équipes aux points |
| Équipe                            | Équipe                             | Pays                              | Points                            |
| --------------------------------- | ---------------------------------- | --------------------------------- | --------------------------------- |
| 1re                               | Sunweb Women                       | Pays-Bas                          | 748 pts                           |
| 2e                                | Mitchelton-Scott                   | Australie                         | 724 pts                           |
| 3e                                | Trek-Segafredo                     | États-Unis                        | 572 pts                           |
| 4e                                | Alé BTC Ljubljana                  | Italie                            | 444 pts                           |
| 5e                                | Astana Women's                     | Kazakhstan                        | 360 pts                           |
| 6e                                | Paule Ka                           | Suisse                            | 332 pts                           |
| 7e                                | Boels Dolmans                      | Pays-Bas                          | 316 pts                           |
| 8e                                | FDJ-Nouvelle Aquitaine-Futuroscope | France                            | 280 pts                           |
| 9e                                | CCC-Liv                            | Pologne                           | 172 pts                           |
| 10e                               | Tibco-Silicon Valley Bank          | États-Unis                        | 160 pts                           |

| Classement par équipes aux points | Classement par équipes aux points  | Classement par équipes aux points | Classement par équipes aux points |
| Équipe                            | Équipe                             | Pays                              | Points                            |
| --------------------------------- | ---------------------------------- | --------------------------------- | --------------------------------- |
| 1re                               | Sunweb Women                       | Pays-Bas                          | 748 pts                           |
| 2e                                | Mitchelton-Scott                   | Australie                         | 724 pts                           |
| 3e                                | Trek-Segafredo                     | États-Unis                        | 572 pts                           |
| 4e                                | Alé BTC Ljubljana                  | Italie                            | 444 pts                           |
| 5e                                | Astana Women's                     | Kazakhstan                        | 360 pts                           |
| 6e                                | Paule Ka                           | Suisse                            | 332 pts                           |
| 7e                                | Boels Dolmans                      | Pays-Bas                          | 316 pts                           |
| 8e                                | FDJ-Nouvelle Aquitaine-Futuroscope | France                            | 280 pts                           |
| 9e                                | CCC-Liv                            | Pologne                           | 172 pts                           |
| 10e                               | Tibco-Silicon Valley Bank          | États-Unis                        | 160 pts                           |

## Organisation
La course est organisée par RCS qui est présidé par Paolo Bellino. Le directeur de la section cycliste du groupe est Mauro Vegni.

### Prix
Les prix sont les suivants :
| Position | 1er     | 2e      | 3e      | 4e    | 5e    | 6e    | 7e    | 8e    | 9e    | 10e   |
| Prix     | 2 256 € | 1 692 € | 1 128 € | 676 € | 564 € | 508 € | 450 € | 396 € | 338 € | 282 € |

En sus, les coureuses placées de la 11e à la 15e place gagnent 226 €, celles placées de la 16e à la 20e place 168 €.

## Liste des participantes
| Légende | Légende                                                                    | Légende | Légende                                                    |
| ------- | -------------------------------------------------------------------------- | ------- | ---------------------------------------------------------- |
| Num     | Dossard de départ porté par le coureur sur ces Strade Bianche              | Pos     | Position à l'arrivée de la course                          |
|         | Indique un maillot de champion national ou mondial, suivi de sa spécialité | NP      | Indique un coureur qui n'a pas pris le départ de la course |
| AB      | Indique un coureur qui n'a pas terminé la course                           | HD      | Indique un coureur qui a terminé la course hors des délais |

| Mitchelton-Scott MTS | Mitchelton-Scott MTS               | Mitchelton-Scott MTS |
| -------------------- | ---------------------------------- | -------------------- |
| Num                  | Coureuse                           | Pos                  |
| 1                    | Annemiek van Vleuten (NED) (route) | 1re                  |
| 2                    | Jessica Allen (AUS)                | AB                   |
| 3                    | Lucy Kennedy (AUS)                 | 43e                  |
| 4                    | Amanda Spratt (AUS)                | 13e                  |
| 5                    | Moniek Tenniglo (NED)              | AB                   |
| 6                    | Georgia Williams (NZL)             | AB                   |

| Alé BTC Ljubljana ALE | Alé BTC Ljubljana ALE           | Alé BTC Ljubljana ALE |
| --------------------- | ------------------------------- | --------------------- |
| Num                   | Coureuse                        | Pos                   |
| 11                    | Marta Bastianelli (ITA) (route) | 10e                   |
| 12                    | Eugenia Bujak (SLO) (route)     | 14e                   |
| 13                    | Mavi García (ESP)               | 2e                    |
| 14                    | Tatiana Guderzo (ITA)           | 32e                   |
| 15                    | Anna Trevisi (ITA)              | AB                    |
| 16                    | Eri Yonamine (JPN) (route)      | AB                    |

| Aromitalia Vaiano VAI | Aromitalia Vaiano VAI     | Aromitalia Vaiano VAI |
| --------------------- | ------------------------- | --------------------- |
| Num                   | Coureuse                  | Pos                   |
| 21                    | Rasa Leleivytė (LTU)      | 11e                   |
| 22                    | Letizia Borghesi (ITA)    | 31e                   |
| 23                    | Angelica Brogi (ITA)      | AB                    |
| 24                    | Anastasia Carbonari (ITA) | AB                    |
| 25                    | Carmela Cipriani (ITA)    | AB                    |
| 26                    | Sofia Collinelli (ITA)    | AB                    |

| Astana Women's Team ASA | Astana Women's Team ASA   | Astana Women's Team ASA |
| ----------------------- | ------------------------- | ----------------------- |
| Num                     | Coureuse                  | Pos                     |
| 31                      | Maryna Ivaniuk (UKR)      | AB                      |
| 33                      | Francesca Pattaro (ITA)   | AB                      |
| 34                      | Katia Ragusa (ITA)        | 21e                     |
| 35                      | Olga Shekel (UKR) (route) | AB                      |

| Bepink BPK | Bepink BPK               | Bepink BPK |
| ---------- | ------------------------ | ---------- |
| Num        | Coureuse                 | Pos        |
| 41         | Vania Canvelli (ITA)     | 23e        |
| 42         | Giorgia Catarzi (ITA)    | 45e        |
| 43         | Marketa Hajkova (CZE)    | AB         |
| 44         | Valentina Landuzzi (ITA) | AB         |
| 45         | Melissa van Neck (CZE)   | AB         |
| 46         | Silvia Zanardi (ITA)     | AB         |

| Boels Dolmans DLT | Boels Dolmans DLT                 | Boels Dolmans DLT |
| ----------------- | --------------------------------- | ----------------- |
| Num               | Coureuse                          | Pos               |
| 51                | Anna van der Breggen (NED)        | 4e                |
| 52                | Eva Buurman (NED)                 | AB                |
| 53                | Karol-Ann Canuel (CAN) (route)    | 9e                |
| 54                | Lonneke Uneken (NED)              | AB                |
| 55                | Christine Majerus (LUX) (route)   | AB                |
| 56                | Chantal van den Broek-Blaak (NED) | 29e               |

| Canyon-SRAM Racing CSR | Canyon-SRAM Racing CSR     | Canyon-SRAM Racing CSR |
| ---------------------- | -------------------------- | ---------------------- |
| Num                    | Coureuse                   | Pos                    |
| 61                     | Alena Amialiusik (BLR)     | 28e                    |
| 62                     | Hannah Barnes (GBR)        | 39e                    |
| 63                     | Elena Cecchini (ITA)       | AB                     |
| 64                     | Ella Harris (NZL)          | NP                     |
| 65                     | Katarzyna Niewiadoma (POL) | AB                     |
| 66                     | Omer Shapira (ISR) (route) | 19e                    |

| CCC-Liv CCC | CCC-Liv CCC                    | CCC-Liv CCC |
| ----------- | ------------------------------ | ----------- |
| Num         | Coureuse                       | Pos         |
| 71          | Marianne Vos (NED)             | 6e          |
| 72          | Sofia Bertizzolo (ITA)         | AB          |
| 73          | Jeanne Korevaar (NED)          | 41e         |
| 74          | Ashleigh Moolman (RSA) (route) | NP          |
| 75          | Soraya Paladin (ITA)           | 35e         |
| 76          | Sabrina Stultiens (NED)        | 18e         |

| Ceratizit-WNT Pro Cycling WNT | Ceratizit-WNT Pro Cycling WNT   | Ceratizit-WNT Pro Cycling WNT |
| ----------------------------- | ------------------------------- | ----------------------------- |
| Num                           | Coureuse                        | Pos                           |
| 81                            | Erica Magnaldi (ITA)            | AB                            |
| 82                            | Lisa Brennauer (GER) (route)    | 8e                            |
| 83                            | Maria Giulia Confalonieri (ITA) | 22e                           |
| 84                            | Sarah Rijkes (AUT)              | AB                            |
| 85                            | Ane Santesteban (ESP)           | 15e                           |
| 86                            | Lea Lin Teutenberg (GER)        | AB                            |

| Cogeas-Mettler-Look Pro Cycling Team CGS | Cogeas-Mettler-Look Pro Cycling Team CGS | Cogeas-Mettler-Look Pro Cycling Team CGS |
| ---------------------------------------- | ---------------------------------------- | ---------------------------------------- |
| Num                                      | Coureuse                                 | Pos                                      |
| 91                                       | Annabel Fisher (GBR)                     | AB                                       |
| 92                                       | Katharina Hechler (GER)                  | AB                                       |
| 93                                       | Lara Krähemann (SUI)                     | AB                                       |
| 96                                       | Noemi Rüegg (SUI)                        | AB                                       |

| Paule Ka EPK | Paule Ka EPK             | Paule Ka EPK |
| ------------ | ------------------------ | ------------ |
| Num          | Coureuse                 | Pos          |
| 101          | Elizabeth Banks (GBR)    | 40e          |
| 102          | Elise Chabbey (SUI)      | 26e          |
| 103          | Niamh Fisher-Black (NZL) | AB           |
| 104          | Clara Koppenburg (GER)   | NP           |
| 105          | Mikayla Harvey (NZL)     | 12e          |
| 106          | Leah Thomas (USA)        | 3e           |

| Eurotarget-Bianchi-Vittoria SBT | Eurotarget-Bianchi-Vittoria SBT | Eurotarget-Bianchi-Vittoria SBT |
| ------------------------------- | ------------------------------- | ------------------------------- |
| Num                             | Coureuse                        | Pos                             |
| 111                             | Alice Gasparini (ITA)           | AB                              |
| 112                             | Francesca Pisciali (ITA)        | AB                              |
| 113                             | Beatrice Rossato (ITA)          | AB                              |
| 114                             | Arianna Sessi (ITA)             | AB                              |
| 115                             | Lina Svarinska (LAT)            | AB                              |

| FDJ-Nouvelle Aquitaine-Futuroscope FDJ | FDJ-Nouvelle Aquitaine-Futuroscope FDJ | FDJ-Nouvelle Aquitaine-Futuroscope FDJ |
| -------------------------------------- | -------------------------------------- | -------------------------------------- |
| Num                                    | Coureuse                               | Pos                                    |
| 121                                    | Cecilie Uttrup Ludwig (DEN)            | 7e                                     |
| 122                                    | Brodie Chapman (AUS)                   | 30e                                    |
| 123                                    | Eugénie Duval (FRA)                    | AB                                     |
| 124                                    | Emilia Fahlin (SWE)                    | AB                                     |
| 125                                    | Stine Borgli (NOR)                     | AB                                     |
| 126                                    | Évita Muzic (FRA)                      | 44e                                    |

| Lotto Soudal Ladies LSL | Lotto Soudal Ladies LSL  | Lotto Soudal Ladies LSL |
| ----------------------- | ------------------------ | ----------------------- |
| Num                     | Coureuse                 | Pos                     |
| 131                     | Arianna Fidanza (ITA)    | AB                      |
| 132                     | Teuntje Beekhuis (NED)   | AB                      |
| 133                     | Danielle Christmas (GBR) | AB                      |
| 134                     | Lone Meertens (BEL)      | AB                      |
| 135                     | Abby-Mae Parkinson (GBR) | AB                      |
| 136                     | Julie Van de Velde (BEL) | 24e                     |

| Movistar Team MOV | Movistar Team MOV              | Movistar Team MOV |
| ----------------- | ------------------------------ | ----------------- |
| Num               | Coureuse                       | Pos               |
| 141               | Jelena Erić (SRB) (route)      | AB                |
| 142               | Alicia González (ESP)          | AB                |
| 143               | Eider Merino (ESP)             | 25e               |
| 144               | Lourdes Oyarbide (ESP) (route) | AB                |
| 145               | Paula Patiño (COL)             | AB                |
| 146               | Alba Teruel (ESP)              | AB                |

| Parkhotel Valkenburg PHV | Parkhotel Valkenburg PHV | Parkhotel Valkenburg PHV |
| ------------------------ | ------------------------ | ------------------------ |
| Num                      | Coureuse                 | Pos                      |
| 151                      | Demi Vollering (NED)     | 20e                      |
| 152                      | Nina Buysman (NED)       | AB                       |
| 153                      | Romy Kasper (GER)        | AB                       |
| 154                      | Anouska Koster (NED)     | AB                       |
| 155                      | Karlijn Swinkels (NED)   | AB                       |
| 156                      | Nancy van der Burg (NED) | AB                       |

| Servetto-Piumate-Beltrami TSA SER | Servetto-Piumate-Beltrami TSA SER | Servetto-Piumate-Beltrami TSA SER |
| --------------------------------- | --------------------------------- | --------------------------------- |
| Num                               | Coureuse                          | Pos                               |
| 161                               | Anna Potokina (RUS)               | AB                                |
| 162                               | Francesca Baroni (ITA)            | AB                                |
| 163                               | Sara Casasola (ITA)               | AB                                |
| 164                               | Kseniya Dobrynina (RUS)           | AB                                |
| 165                               | Rosalia Ortiz (ESP)               | AB                                |
| 166                               | Elis Simeoni (ITA)                | AB                                |

| Sunweb SUN | Sunweb SUN             | Sunweb SUN |
| ---------- | ---------------------- | ---------- |
| Num        | Coureuse               | Pos        |
| 171        | Leah Kirchmann (CAN)   | AB         |
| 172        | Franziska Koch (GER)   | 38e        |
| 173        | Juliette Labous (FRA)  | AB         |
| 174        | Liane Lippert (GER)    | 16e        |
| 175        | Floortje Mackaij (NED) | AB         |
| 176        | Coryn Rivera (USA)     | AB         |

| Tibco-Silicon Valley Bank TIB | Tibco-Silicon Valley Bank TIB | Tibco-Silicon Valley Bank TIB |
| ----------------------------- | ----------------------------- | ----------------------------- |
| Num                           | Coureuse                      | Pos                           |
| 181                           | Diana Peñuela (COL)           | 27e                           |
| 183                           | Leah Dixon (GBR)              | AB                            |
| 185                           | Nina Kessler (NED)            | AB                            |
| 186                           | Lauren Stephens (USA)         | 42e                           |

| Top Girls Fassa Bortolo TOP | Top Girls Fassa Bortolo TOP | Top Girls Fassa Bortolo TOP |
| --------------------------- | --------------------------- | --------------------------- |
| Num                         | Coureuse                    | Pos                         |
| 191                         | Giorgia Bariani (ITA)       | AB                          |
| 192                         | Greta Marturano (ITA)       | AB                          |
| 193                         | Gaia Masetti (ITA)          | AB                          |
| 194                         | Debora Silvestri (ITA)      | AB                          |
| 195                         | Laura Tomasi (ITA)          | AB                          |
| 196                         | Giorgia Vettorello (ITA)    | AB                          |

| Trek-Segafredo TFS | Trek-Segafredo TFS         | Trek-Segafredo TFS |
| ------------------ | -------------------------- | ------------------ |
| Num                | Coureuse                   | Pos                |
| 201                | Lucinda Brand (NED)        | AB                 |
| 202                | Lizzie Deignan (GBR)       | 37e                |
| 203                | Elisa Longo Borghini (ITA) | 5e                 |
| 204                | Ellen van Dijk (NED)       | 17e                |
| 205                | Tayler Wiles (USA)         | AB                 |
| 206                | Ruth Edwards (USA) (route) | AB                 |

| Valcar-Travel & Service VAL | Valcar-Travel & Service VAL | Valcar-Travel & Service VAL |
| --------------------------- | --------------------------- | --------------------------- |
| Num                         | Coureuse                    | Pos                         |
| 211                         | Elisa Balsamo (ITA)         | 33e                         |
| 212                         | Teniel Campbell (TTO)       | AB                          |
| 213                         | Marta Cavalli (ITA)         | AB                          |
| 214                         | Silvia Persico (ITA)        | AB                          |
| 215                         | Elena Pirrone (ITA)         | 36e                         |
| 216                         | Ilaria Sanguineti (ITA)     | 34e                         |

| Mitchelton-Scott MTS | Mitchelton-Scott MTS               | Mitchelton-Scott MTS |
| -------------------- | ---------------------------------- | -------------------- |
| Num                  | Coureuse                           | Pos                  |
| 1                    | Annemiek van Vleuten (NED) (route) | 1re                  |
| 2                    | Jessica Allen (AUS)                | AB                   |
| 3                    | Lucy Kennedy (AUS)                 | 43e                  |
| 4                    | Amanda Spratt (AUS)                | 13e                  |
| 5                    | Moniek Tenniglo (NED)              | AB                   |
| 6                    | Georgia Williams (NZL)             | AB                   |

| Alé BTC Ljubljana ALE | Alé BTC Ljubljana ALE           | Alé BTC Ljubljana ALE |
| --------------------- | ------------------------------- | --------------------- |
| Num                   | Coureuse                        | Pos                   |
| 11                    | Marta Bastianelli (ITA) (route) | 10e                   |
| 12                    | Eugenia Bujak (SLO) (route)     | 14e                   |
| 13                    | Mavi García (ESP)               | 2e                    |
| 14                    | Tatiana Guderzo (ITA)           | 32e                   |
| 15                    | Anna Trevisi (ITA)              | AB                    |
| 16                    | Eri Yonamine (JPN) (route)      | AB                    |

| Aromitalia Vaiano VAI | Aromitalia Vaiano VAI     | Aromitalia Vaiano VAI |
| --------------------- | ------------------------- | --------------------- |
| Num                   | Coureuse                  | Pos                   |
| 21                    | Rasa Leleivytė (LTU)      | 11e                   |
| 22                    | Letizia Borghesi (ITA)    | 31e                   |
| 23                    | Angelica Brogi (ITA)      | AB                    |
| 24                    | Anastasia Carbonari (ITA) | AB                    |
| 25                    | Carmela Cipriani (ITA)    | AB                    |
| 26                    | Sofia Collinelli (ITA)    | AB                    |

| Astana Women's Team ASA | Astana Women's Team ASA   | Astana Women's Team ASA |
| ----------------------- | ------------------------- | ----------------------- |
| Num                     | Coureuse                  | Pos                     |
| 31                      | Maryna Ivaniuk (UKR)      | AB                      |
| 33                      | Francesca Pattaro (ITA)   | AB                      |
| 34                      | Katia Ragusa (ITA)        | 21e                     |
| 35                      | Olga Shekel (UKR) (route) | AB                      |

| Bepink BPK | Bepink BPK               | Bepink BPK |
| ---------- | ------------------------ | ---------- |
| Num        | Coureuse                 | Pos        |
| 41         | Vania Canvelli (ITA)     | 23e        |
| 42         | Giorgia Catarzi (ITA)    | 45e        |
| 43         | Marketa Hajkova (CZE)    | AB         |
| 44         | Valentina Landuzzi (ITA) | AB         |
| 45         | Melissa van Neck (CZE)   | AB         |
| 46         | Silvia Zanardi (ITA)     | AB         |

| Boels Dolmans DLT | Boels Dolmans DLT                 | Boels Dolmans DLT |
| ----------------- | --------------------------------- | ----------------- |
| Num               | Coureuse                          | Pos               |
| 51                | Anna van der Breggen (NED)        | 4e                |
| 52                | Eva Buurman (NED)                 | AB                |
| 53                | Karol-Ann Canuel (CAN) (route)    | 9e                |
| 54                | Lonneke Uneken (NED)              | AB                |
| 55                | Christine Majerus (LUX) (route)   | AB                |
| 56                | Chantal van den Broek-Blaak (NED) | 29e               |

| Canyon-SRAM Racing CSR | Canyon-SRAM Racing CSR     | Canyon-SRAM Racing CSR |
| ---------------------- | -------------------------- | ---------------------- |
| Num                    | Coureuse                   | Pos                    |
| 61                     | Alena Amialiusik (BLR)     | 28e                    |
| 62                     | Hannah Barnes (GBR)        | 39e                    |
| 63                     | Elena Cecchini (ITA)       | AB                     |
| 64                     | Ella Harris (NZL)          | NP                     |
| 65                     | Katarzyna Niewiadoma (POL) | AB                     |
| 66                     | Omer Shapira (ISR) (route) | 19e                    |

| CCC-Liv CCC | CCC-Liv CCC                    | CCC-Liv CCC |
| ----------- | ------------------------------ | ----------- |
| Num         | Coureuse                       | Pos         |
| 71          | Marianne Vos (NED)             | 6e          |
| 72          | Sofia Bertizzolo (ITA)         | AB          |
| 73          | Jeanne Korevaar (NED)          | 41e         |
| 74          | Ashleigh Moolman (RSA) (route) | NP          |
| 75          | Soraya Paladin (ITA)           | 35e         |
| 76          | Sabrina Stultiens (NED)        | 18e         |

| Ceratizit-WNT Pro Cycling WNT | Ceratizit-WNT Pro Cycling WNT   | Ceratizit-WNT Pro Cycling WNT |
| ----------------------------- | ------------------------------- | ----------------------------- |
| Num                           | Coureuse                        | Pos                           |
| 81                            | Erica Magnaldi (ITA)            | AB                            |
| 82                            | Lisa Brennauer (GER) (route)    | 8e                            |
| 83                            | Maria Giulia Confalonieri (ITA) | 22e                           |
| 84                            | Sarah Rijkes (AUT)              | AB                            |
| 85                            | Ane Santesteban (ESP)           | 15e                           |
| 86                            | Lea Lin Teutenberg (GER)        | AB                            |

| Cogeas-Mettler-Look Pro Cycling Team CGS | Cogeas-Mettler-Look Pro Cycling Team CGS | Cogeas-Mettler-Look Pro Cycling Team CGS |
| ---------------------------------------- | ---------------------------------------- | ---------------------------------------- |
| Num                                      | Coureuse                                 | Pos                                      |
| 91                                       | Annabel Fisher (GBR)                     | AB                                       |
| 92                                       | Katharina Hechler (GER)                  | AB                                       |
| 93                                       | Lara Krähemann (SUI)                     | AB                                       |
| 96                                       | Noemi Rüegg (SUI)                        | AB                                       |

| Paule Ka EPK | Paule Ka EPK             | Paule Ka EPK |
| ------------ | ------------------------ | ------------ |
| Num          | Coureuse                 | Pos          |
| 101          | Elizabeth Banks (GBR)    | 40e          |
| 102          | Elise Chabbey (SUI)      | 26e          |
| 103          | Niamh Fisher-Black (NZL) | AB           |
| 104          | Clara Koppenburg (GER)   | NP           |
| 105          | Mikayla Harvey (NZL)     | 12e          |
| 106          | Leah Thomas (USA)        | 3e           |

| Eurotarget-Bianchi-Vittoria SBT | Eurotarget-Bianchi-Vittoria SBT | Eurotarget-Bianchi-Vittoria SBT |
| ------------------------------- | ------------------------------- | ------------------------------- |
| Num                             | Coureuse                        | Pos                             |
| 111                             | Alice Gasparini (ITA)           | AB                              |
| 112                             | Francesca Pisciali (ITA)        | AB                              |
| 113                             | Beatrice Rossato (ITA)          | AB                              |
| 114                             | Arianna Sessi (ITA)             | AB                              |
| 115                             | Lina Svarinska (LAT)            | AB                              |

| FDJ-Nouvelle Aquitaine-Futuroscope FDJ | FDJ-Nouvelle Aquitaine-Futuroscope FDJ | FDJ-Nouvelle Aquitaine-Futuroscope FDJ |
| -------------------------------------- | -------------------------------------- | -------------------------------------- |
| Num                                    | Coureuse                               | Pos                                    |
| 121                                    | Cecilie Uttrup Ludwig (DEN)            | 7e                                     |
| 122                                    | Brodie Chapman (AUS)                   | 30e                                    |
| 123                                    | Eugénie Duval (FRA)                    | AB                                     |
| 124                                    | Emilia Fahlin (SWE)                    | AB                                     |
| 125                                    | Stine Borgli (NOR)                     | AB                                     |
| 126                                    | Évita Muzic (FRA)                      | 44e                                    |

| Lotto Soudal Ladies LSL | Lotto Soudal Ladies LSL  | Lotto Soudal Ladies LSL |
| ----------------------- | ------------------------ | ----------------------- |
| Num                     | Coureuse                 | Pos                     |
| 131                     | Arianna Fidanza (ITA)    | AB                      |
| 132                     | Teuntje Beekhuis (NED)   | AB                      |
| 133                     | Danielle Christmas (GBR) | AB                      |
| 134                     | Lone Meertens (BEL)      | AB                      |
| 135                     | Abby-Mae Parkinson (GBR) | AB                      |
| 136                     | Julie Van de Velde (BEL) | 24e                     |

| Movistar Team MOV | Movistar Team MOV              | Movistar Team MOV |
| ----------------- | ------------------------------ | ----------------- |
| Num               | Coureuse                       | Pos               |
| 141               | Jelena Erić (SRB) (route)      | AB                |
| 142               | Alicia González (ESP)          | AB                |
| 143               | Eider Merino (ESP)             | 25e               |
| 144               | Lourdes Oyarbide (ESP) (route) | AB                |
| 145               | Paula Patiño (COL)             | AB                |
| 146               | Alba Teruel (ESP)              | AB                |

| Parkhotel Valkenburg PHV | Parkhotel Valkenburg PHV | Parkhotel Valkenburg PHV |
| ------------------------ | ------------------------ | ------------------------ |
| Num                      | Coureuse                 | Pos                      |
| 151                      | Demi Vollering (NED)     | 20e                      |
| 152                      | Nina Buysman (NED)       | AB                       |
| 153                      | Romy Kasper (GER)        | AB                       |
| 154                      | Anouska Koster (NED)     | AB                       |
| 155                      | Karlijn Swinkels (NED)   | AB                       |
| 156                      | Nancy van der Burg (NED) | AB                       |

| Servetto-Piumate-Beltrami TSA SER | Servetto-Piumate-Beltrami TSA SER | Servetto-Piumate-Beltrami TSA SER |
| --------------------------------- | --------------------------------- | --------------------------------- |
| Num                               | Coureuse                          | Pos                               |
| 161                               | Anna Potokina (RUS)               | AB                                |
| 162                               | Francesca Baroni (ITA)            | AB                                |
| 163                               | Sara Casasola (ITA)               | AB                                |
| 164                               | Kseniya Dobrynina (RUS)           | AB                                |
| 165                               | Rosalia Ortiz (ESP)               | AB                                |
| 166                               | Elis Simeoni (ITA)                | AB                                |

| Sunweb SUN | Sunweb SUN             | Sunweb SUN |
| ---------- | ---------------------- | ---------- |
| Num        | Coureuse               | Pos        |
| 171        | Leah Kirchmann (CAN)   | AB         |
| 172        | Franziska Koch (GER)   | 38e        |
| 173        | Juliette Labous (FRA)  | AB         |
| 174        | Liane Lippert (GER)    | 16e        |
| 175        | Floortje Mackaij (NED) | AB         |
| 176        | Coryn Rivera (USA)     | AB         |

| Tibco-Silicon Valley Bank TIB | Tibco-Silicon Valley Bank TIB | Tibco-Silicon Valley Bank TIB |
| ----------------------------- | ----------------------------- | ----------------------------- |
| Num                           | Coureuse                      | Pos                           |
| 181                           | Diana Peñuela (COL)           | 27e                           |
| 183                           | Leah Dixon (GBR)              | AB                            |
| 185                           | Nina Kessler (NED)            | AB                            |
| 186                           | Lauren Stephens (USA)         | 42e                           |

| Top Girls Fassa Bortolo TOP | Top Girls Fassa Bortolo TOP | Top Girls Fassa Bortolo TOP |
| --------------------------- | --------------------------- | --------------------------- |
| Num                         | Coureuse                    | Pos                         |
| 191                         | Giorgia Bariani (ITA)       | AB                          |
| 192                         | Greta Marturano (ITA)       | AB                          |
| 193                         | Gaia Masetti (ITA)          | AB                          |
| 194                         | Debora Silvestri (ITA)      | AB                          |
| 195                         | Laura Tomasi (ITA)          | AB                          |
| 196                         | Giorgia Vettorello (ITA)    | AB                          |

| Trek-Segafredo TFS | Trek-Segafredo TFS         | Trek-Segafredo TFS |
| ------------------ | -------------------------- | ------------------ |
| Num                | Coureuse                   | Pos                |
| 201                | Lucinda Brand (NED)        | AB                 |
| 202                | Lizzie Deignan (GBR)       | 37e                |
| 203                | Elisa Longo Borghini (ITA) | 5e                 |
| 204                | Ellen van Dijk (NED)       | 17e                |
| 205                | Tayler Wiles (USA)         | AB                 |
| 206                | Ruth Edwards (USA) (route) | AB                 |

| Valcar-Travel & Service VAL | Valcar-Travel & Service VAL | Valcar-Travel & Service VAL |
| --------------------------- | --------------------------- | --------------------------- |
| Num                         | Coureuse                    | Pos                         |
| 211                         | Elisa Balsamo (ITA)         | 33e                         |
| 212                         | Teniel Campbell (TTO)       | AB                          |
| 213                         | Marta Cavalli (ITA)         | AB                          |
| 214                         | Silvia Persico (ITA)        | AB                          |
| 215                         | Elena Pirrone (ITA)         | 36e                         |
| 216                         | Ilaria Sanguineti (ITA)     | 34e                         |

Ashleigh Moolman-Pasio, Ella Harris et Clara Koppenburg ont chuté lors d'entraînements précédents la course et sont non-partantes.